# سینگنتا
سینگنتا آگ (به آلمانی: Syngenta AG) شرکت علوم و فناوری کشاورزی و صنایع شیمیایی چندملیتی سوئیسی است، که فعالیت گسترده‌ای را در صنعت کشاورزی، به‌ویژه در بازار بذر و تولید آفت‌کش‌ها دارا می‌باشد. این شرکت در سال ۲۰۱۱ از نظر میزان فروش بذور کشاورزی، رتبه سوم جهان را به خود اختصاص داده‌است.
شرکت سینگنتا همچنین در زمینه زیست‌فناوری و پژوهش ژنومی فعالیت می‌کند. این شرکت در ماه فوریه سال ۲۰۰۰ از طریق ادغام بخش‌های کشاورزی و صنایع شیمیایی شرکت‌های نوارتیس و آسترازنکا تأسیس شد. در سال ۲۰۱۰ در سالگرد دهمین سال تأسیس شرکت، درآمدی معادل ۱۱٫۶ میلیارد دلار را کسب نمود. این شرکت در سال ۲۰۱۷ توسط کم‌چاینا خریداری شد.
تعداد کارکنان شرکت سینگنتا بیش از ۲۶ هزا  نفر است، که در ۹۰ کشور جهان فعالیت می‌نمایند. بخشی از سهام سینگنتا در بازارهای بورس سیکس سوئیس و بورس نیویورک دادوستد می‌شود.